# فاتیما پینتو
فاتیما پینتو (انگلیسی: Fátima Pinto؛ زادهٔ ۱۶ ژانویهٔ ۱۹۹۶) بازیکن فوتبال اهل پرتغال است.
وی همچنین در تیم‌های ملی فوتبال زنان پرتغال بازی کرده‌است.